# Peter B. Schwarz
Peter Bruno Schwarz (* 5. Dezember 1953 in Innsbruck; † 27. November 2019) war ein österreichischer Fußballspieler. Der mehrmalige Jugendnationalspieler war beim ESV Austria Innsbruck, SSW Innsbruck und SV Austria Salzburg aktiv.

## Leben
Peter Bruno Schwarz wurde am 5. Dezember 1953 in Innsbruck als zweiter Sohn des Schiedsrichters Bruno Schwarz und der Einzelhandelskauffrau Theresia Schwarz geboren.
Peter Bruno Schwarz absolvierte in seiner Jugend eine Ausbildung zum Bankkaufmann.
Am 2. Juli 1977 heiratete er die Hauptschullehrerin Melitta Schraffl (* 26. März 1956) aus Jenbach. Am 12. Oktober 1992 bekamen sie die Zwilling, Lucas und Nina Schwarz.
Nach seiner Fußballkarriere absolvierte er eine Trainerausbildung, trainierte den SK Jenbach und den SV Stans und spielte bei Stans in der Kampfmannschaft.
1980 machte Schwarz eine Ausbildung zum Versicherungsagenten bei der Generali Gruppe Österreich.

## Karriere

### Jugendjahre
Peter Schwarz kam vom Nachwuchs des ESV Austria Innsbruck und spielte in der Tiroler Juniorenauswahl und in der österreichischen Amateurauswahl und im UEFA-Team. Am 27. März 1972 ersetzte Schwarz in der Mannschaft den Standardstopper rechts.
Am 26. Mai 1973 wurden Peter Schwarz beim Training vor dem Schlagerspiel gegen Rapid Wien vom Trainer des Bundesligaklubs SSW Innsbruck beobachtet und in der nächsten Saison beim SSW Innsbruck verpflichtet.

### SSW Innsbruck 1974–1975
Bei der Spielgemeinschaft Swarovski Wacker Innsbruck hatte Peter Schwarz nur zwei Kurzeinsätze.

### SV Austria Salzburg 1975–1977
Peter Schwarz spielte von 1975 bis 1977 beim SV Austria Salzburg als Stammspieler und absolvierte alle Bundesligaspiele sowie Spiele im UEFA-Pokal.

### SSW Innsbruck 1977–1980
Im Sommer 1977 kehrte er zu Spielgemeinschaft Swarovski Wacker Innsbruck zurück und war in den nächsten zwei Saisonen an den beiden Pokalsiegen 1978 und 1979 sowie an den Europacupauftritten beteiligt.
Peter Schwarz blieb 1979 dem SSW nach dem Abstieg treu, beendete jedoch nach dem Wiederaufstieg von Wacker in die Bundesliga seine Spielerkarriere. Ausschlaggebend für das Ende seiner Laufbahn als Fußballprofi war schließlich die schwere Verletzung im Zweitdivisionsspiel gegen Wolfsberg 1980.

### ESV Austria Innsbruck 1980
Während seiner verletzungsbedingten Pause absolvierte er 1980 eine Trainerausbildung mit abgeschlossener Prüfung.

### SVg Jenbach, SV Stans 1981–89
Im Frühjahr 1981 übernahm Schwarz seine erste Trainertätigkeit beim SVg Jenbach. Fünf Jahre lang war Peter Spielertrainer in Jenbach. Nach dem Abstieg in die Landesliga OST übernahm er für ein Jahr den Klassengenossen Stans.
Daraufhin wurde er neben seinem Beruf als Versicherungsagent Spieler bei Stans, bis er seine aktive Spielerkarriere 1989 endgültig beendete.

### FC Wacker Innsbruck Revival 2006
Am 9. Oktober 2006 trug Peter Schwarz zusammen mit Ralph Schadar, FC Wacker Präsident Gerhard Stocker und Hotel-4-Jahreszeiten-Chef Hermann Wegscheider ein Prominentenfußballturnier mit den Ex-Wackerianern am Achensee und in Jenbach aus. Unter anderem mit dabei waren Ove Flindt-Bjerg, Bobby Breuer, Kurt Jara und Johann Eigenstiller.

## Erfolge
- Dreifacher Österreichischer Junioren Meister mit dem ESV Austria
- Meister 1974/75 mit dem SSW Innsbruck
- Mitropapokal 1975 mit dem SSW Innsbruck
- Meister 1977/78 mit dem SSW Innsbruck
- ÖFB-Cup 1978 mit dem SSW Innsbruck